# Emphysomera aequalis
Emphysomera aequalis là một loài ruồi trong họ Asilidae. Emphysomera aequalis được Becker miêu tả năm 1925.